# DOOR-Syndrom
Das DOOR-Syndrom ist eine sehr seltene genetische Krankheit, die sehr wahrscheinlich autosomal-rezessiv vererbt wird. Die Abkürzung DOOR steht für die Hauptsymptome Deafness (Gehörlosigkeit), Osteodystrophy (Knochendystrophie/Fehlbildung der Knochen), Onychodystrophy (Nageldystrophie/Nagelhypoplasie = Entwicklungsstörung der Nägel) und mentale Retardation (geistige Behinderung/Entwicklungsverzögerung). Ein weiteres Symptom sind epileptische Anfälle. Weltweit sind weniger als 50 Fälle bekannt. Die Erstbeschreibung erfolgte 1970 durch den französischen Genetiker R. Walbaum (1929–1985), der Begriff DOOR allerdings wurde erstmals 1975 von Ronald Cantwell geprägt.

## Symptome
Neben den zum Namen führenden Symptomen, in unterschiedlich starker Ausprägung, sind im Verlaufe weiterer Veröffentlichungen zusätzliche, optionale Merkmale beschrieben worden, z. B.:
- Polyhydramnion (überdurchschnittlich erhöhtes Fruchtwasser während der Schwangerschaft) und eine erhöhte Nackenfalte während der Schwangerschaft
- Spezifische Gesichtszüge, wie beispielsweise eine große Nase
- Schwere und in einigen Fällen behandlungsresistente Krampfanfälle, im MRT des Gehirns nachweisbare organische Veränderungen
- Erhöhte Werte der 2-Oxoglutarsäure in Blut und Urin – diese Säure spielt eine Rolle im Citratzyklus[3]
- Fingerartige Daumen (Triphalangealer Daumen)
- Sehbehinderung
- Periphere Neuropathie (gestörte Nervenleitungen von den Extremitäten ausgehend zum Gehirn) und Analgesie (Unempfindlichkeit gegen Schmerzen)

In allen in der medizinischen Literatur bekannten Fällen liegt eine geistige Behinderung mit jeweils unterschiedlichem Schweregrad vor. Die Prognose der Lebenserwartung variiert ebenfalls stark vom Kleinkind- bis zum Erwachsenenalter.
Da bei einer Mehrzahl der Patienten epileptische Anfälle auftreten, wird zum Teil auch vom DOOR(S)-Syndrom gesprochen (das S steht für Seizure (Anfall)).

## Ursache
Die Tatsache, dass das DOOR-Syndrom oft bei Geschwistern und Blutsverwandten auftritt, legt nahe, dass es sich um eine autosomal-rezessiv genetisch bedingte Erkrankung handelt, die wahrscheinlich einen metabolischen Hintergrund hat: bei Untersuchungen Betroffener wurden in neuerer Zeit erhöhte 2-Oxoglutarsäure-Werte im Urin und Plasma bei verminderter Aktivität der 2-Oxoglutarsäure-Dehydrogenase nachgewiesen, die eine Schlüsselrolle im Energiestoffwechsel und der Biosynthese spielt. Die exakte Ursache des DOOR-Syndroms ist aber bisher nicht bekannt.

## Ähnliche Erkrankungen
Feinmesser und Zelig beschrieben 1961 ein ebenfalls wahrscheinlich autosomal-rezessives Syndrom mit Schwerhörigkeit und Onychodystrophie, Goodman et alii beschreiben bei ihrem Syndrom mit ähnlichen Symptomen einen autosomal dominanten Erbgang. Beide Syndromformen sind allerdings ohne geistige Behinderung. Nevin hat diese heterogene Syndromengruppe 1982 in einem Überblick zusammengefasst publiziert.
Das Digito-reno-zerebrale Syndrom ist möglicherweise mit dem DOOR-Snydrom identisch.
Klinisch ähnlich, allerdings autosomal dominant vererbt ist das DDOD-Syndrom.